# Milam
Milam (tyb. Joga Snu transliteracja Wyliego: rmi-lam) – praktyka religijna buddyzmu Diamentowej Drogi oraz bön, prowadząca do zachowania świadomości podczas snu i opanowania zjawisk sennych. W ostatecznym rezultacie zmierza do urzeczywistnienia tożsamości natury zjawisk zarówno snu jak i jawy. Praktykujący może stwarzać obrazy jak i podróżować we śnie do dowolnych miejsc. Jest to jedna z tzw. Sześciu Jog Naropy.